# Pietro Amoretti
Pietro Amoretti (San Pancrazio Parmense, 14 aprile 1766 – 2 luglio 1840) è stato un incisore e meccanico del Ducato di Parma e Piacenza e collaborò coi parenti nella tipografia e fonderia dei Fratelli Amoretti di San Pancrazio Parmense, di cui fu anche il direttore dal 1817 al 1822.
Fu un eccellente meccanico e costruì e perfezionò torchi tipografici, destinati alla Tipografia Bodoniana e all'officina dei Fratelli Amoretti, dove fu di grande aiuto al fratello Andrea e allo zio Giacomo.
I suoi torchi furono richiesti in molte altre città italiane e furono esportati anche in Inghilterra a Liverpool e in Egitto a Il Cairo. Eugenio Ugolotti nel saggio La stampa a Parma del 1900, scrive: "I torchi Amoretti, a due mandate, con placca fusa in bronzo, sono ancor oggi ammirati per la precisione di lavoro specialmente nella parte metallica".
Pietro inventò anche macchine per incidere le lastre di rame, che fornì ai più celebri incisori italiani quali Paolo Toschi, Alessandro Longhi e Francesco Rosaspina, come testimoniano le lettere del carteggio di Paolo Toschi presso il Museo Glauco Lombardi di Parma.
Nel 1817 fu incaricato da Pietro De Lama, direttore del Museo archeologico nazionale di Parma, di restaurare la Tabula alimentaria traianea e la Tavola legislativa della Gallia Cisalpina. I Fratelli Amoretti fabbricarono appositamente i caratteri per la pubblicazione di questi due ritrovamenti archeologici a cura della tipografia Carmignani.
Pietro Amoretti fu anche sindaco del Comune di San Pancrazio Parmense. Morì il 2 luglio 1840. Il giorno del funerale venne posta un'epigrafe sulla porta della chiesa: " A questa villa di Sampancrazio / diè fama grande / la famiglia Amoretti / per molte difficili e nuove / opere di meccanica / nelle quali fu lodatissimo / Pietro Amoretti / morto dopo lunga e tranquilla età / il dì II luglio MDCCCXL. / Voi tutti / buoni popolani / che ne amaste l'onesto costume / la sincera pietà / la beneficienza / pregateli la pace del cielo / ed imparate / che in ogni condizione di vita / può acquistarsi / virtù e lode. ".
La lapide funeraria posta sulla facciata della chiesa nel 1856 recita: " A / Pietro Amoretti / fabbro ferrario valentissimo / che / al fratello Andrea sacerdote / celebrato punzonista / prestò opera costante / e fu onorato di commissioni molte / in Italia e oltremonti / uomo esemplarmente industre / sovvenne del proprio la industria altrui / visse piamente a. 74 / morì a' 2 luglio 1840. / Pose la nipote Maria Amoretti in Colombi ".